# Agrostis flaccida
Agrostis flaccida är en gräsart som beskrevs av Eduard Hackel. Agrostis flaccida ingår i släktet ven, och familjen gräs. Utöver nominatformen finns också underarten A. f. trinii.